# Patrick Palmer (Politiker)
Patrick William Palmer (* 13. April 1889 in Baltimore; † 21. März 1971 in Cork, Irland) war ein irischer Politiker der Fine Gael und gehörte als Teachta Dála (Abgeordneter) von 1948 bis 1961 dem Dáil Éireann, dem Unterhaus des irischen Parlaments, an.

## Biografie
Palmer war Lehrer an einer staatlichen Schule, bevor er in die Politik ging. Er konnte bei den Wahlen 1948 einen Sitz im Wahlkreis Kerry South erringen und diesen Sitz bei den nachfolgenden Wahlen 1951, 1954 und 1957 verteidigen. Bei den nachfolgenden Wahlen trat er nicht mehr an.